# Juvêncio, o justiceiro do sertão

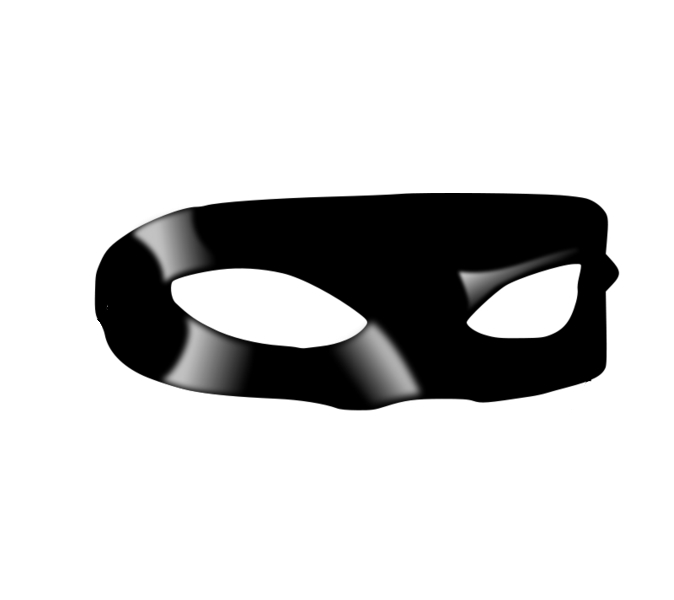
Assim como Zorro e Lone Ranger, Juvêncio usava uma máscara negra

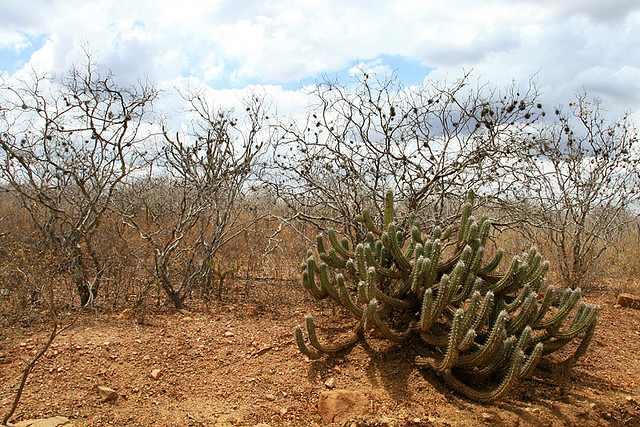
As histórias de Juvêncio eram ambientadas no Sertão nordestino.

Juvêncio, o Justiceiro do Sertão, era um personagem brasileiro fictício do gênero nordestern (um western ambientado no Nordeste brasileiro). Ele surgiu em um programa da  Rádio Piratininga de São Paulo no início dos anos 60, na esteira do sucesso do carioca Jerônimo, o Herói do Sertão criado em 1953. Tinha o formato de uma radionovela, em capítulos que duravam 15 minutos. O produtor era Reinaldo Santos (autor da canção "Casinha pequenina", celebrizada pelo filme homônimo interpretada por Mazzaropi) e que produzia na mesma emissora o programa "Terra Sempre Terra", com duplas sertanejas cantando ao vivo. O programa se tornou muito popular, com apresentações em shows, circos e gerou até o lançamento de uma revista em quadrinhos. O produtor Vicente Lia era o herói Juvêncio, Adalberto Amaral (menino Juquinha) e Geraldo Jacote (Cicatriz).

## Personagem
Juvêncio era um valente herói sertanejo, que, ao lado do menino Juquinha, defendia seu povoado do ataque do bandoleiro Cicatriz. Seu cavalo era Corisco e o do Juquinha, Saci.
O personagem guardava semelhanças com outro herói mascarado, o Lone Ranger (que durante anos, também ficou conhecido no Brasil como Zorro), que também fez sua estreia em um programa de rádio. Mas, ao contrário de Lone Ranger, Juvêncio costumava atirar para matar, e por isso era chamado de "justiceiro".

## Programa de rádio
O programa foi transmitido até 1974, encerrada a série depois de muitas dificuldades impostas pela censura militar, além da concorrência da TV, que por influência dos programas de rádio, passou a exibir telenovelas inspiradas no gênero western, como A Muralha, Legião dos Esquecidos (ambas da paulista TV Excelsior), Irmãos Coragem (TV Globo) e Jerônimo, o Herói do Sertão (TV Tupi).

## Histórias em Quadrinhos
Em Maio de 1968, o personagem ganhou uma revista em quadrinhos pela Editora Prelúdio, onde foi desenhado por artistas como Sérgio Lima, Rodolfo Zalla, Eugênio Colonnese e Edmundo Rodrigues e roteirizado por Gedeone Malagola, Helena Fonseca, R. F. Lucchetti e Fred Jorge além do próprio Reinaldo Santos. Edmundo Rodrigues também havia desenhado a revista do Jerônimo. A editora Prelúdio publicava cordéis, tendo até mesmo publicado quadrinizações de cordéis, por Nico Rosso e Sérgio Lima, esse último responsável por quadrinizações de O Romance do Pavão Misterioso de José Camelo de Melo Rezende e "A Chegada de Lampião no inferno" de José Pacheco, ilustradas por Sérgio Lima.